# Ribeirão Capivari
Ribeirão Capivari é um curso d'água brasileiro que corta o município paulista de Campos do Jordão. Tem sua nascente na propriedade particular de Umuarama e é um dos afluentes secundários do Rio Sapucai.
Está poluído desde 1970 devido ao crescimento da cidade e, conseqüentemente, dos dejetos despejados in natura no rio.